# Johann von Sporck

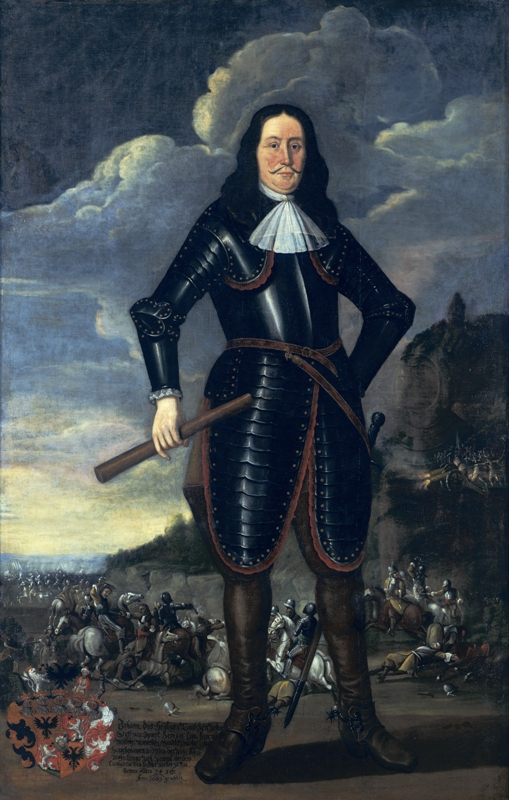
Johann von Sporck (1669)

Johann von Sporck (od 1647 r. Freiherr von Sporck, od 1664 r. hrabia von Sporck; ur. 6 stycznia 1600 r. w majątku Sporckhof w dawnej gminie Westerloh – dzisiaj w granicach dzielnicy Schöning miasta Delbrück w kraju związkowym Nadrenia Północna-Westfalia w Niemczech, zm. 6 sierpnia 1679 r. w zamku Heřmanův Městec, obecnie w kraju pardubickim w powiecie Chrudim w Czechach) – zawodowy żołnierz, generał kawalerii w służbie bawarskiej, a następnie cesarskiej, jeden z najwybitniejszych niemieckich dowódców wojskowych XVII w.
W młodym wieku wstąpił do wojska w służbie bawarskiej. Kolejne stopnie kariery wojskowej pokonywał w czasie wojny trzydziestoletniej. Przez długi czas służył w regimencie Lothara Dietricha von Bönninghausena. W 1620 r. walczył po stronie Ligi Katolickiej w szeregach wojsk bawarskich w bitwie na Białej Górze. Książę Maksymilian I Bawarski awansował go do stopnia pułkownika. Wyróżnił się w walkach w latach 1638 i 1641 pod Brenburgiem oraz w bitwie pod Dutling (1643). Po bitwie pod Jankowem (1645), w której został ranny, uzyskał awans do stopnia generała-majora. W 1647 r. współdziałał z Johannem von Werthem, który próbował przekonać wojska wojewody do przejścia do Czech i wstąpienia w służbę cesarzowi. Ze względu na brak zgody wśród żołnierzy zamiaru nie udało się zrealizować. Spork uciekł i za to został okrzyknięty przez von Wertha zdrajcą. Jego karierę, a może i życie uratowało to, że zaraz wstąpił w służby cesarza Ferdynanda II, który mianował go radcą wojskowym i dowódcą cesarskiej lekkiej jazdy ze stopniem generała-porucznika (Feldmarschalleutnant). W tym samym 1647 r. uzyskał tytuł barona (Freiherr – wolny pan Rzeszy) i czeski indygenat.
W latach 1657–1660 walczył pod dowództwem generała Rajmunda Montecuccoli’ego przeciw Szwecji w Polsce, a następnie w Szlezwiku-Holsztynie i w Danii, doprowadzając do ustąpienia wojsk szwedzkich z tych krajów. Później walczył pod Montecuccolim przeciw Turkom w czasie tzw. IV wojny austriacko-tureckiej. 1 sierpnia 1664 r. dowodził jazdą sił cesarskich w bitwie pod Szentgotthárd, gdzie w decydującym momencie odparł atak 4 tysięcy tureckich spahisów. Po tym zwycięstwie został mianowany dowódcą całej cesarskiej jazdy i podniesiony do stanu dziedzicznych hrabiów Rzeszy.
Zasłużył się w służbie cesarskiej przy likwidacji spisku Wesselényiego na Węgrzech, gdy w 1670 r. skutecznie zwalczał oddziały powstańcze. Jesienią 1672 r. krwawo stłumił powstanie Kaspra Piki na Orawie i zdobył Zamek Orawski. W latach 1674–1675 ponownie wojował wraz z Montecuccolim przeciwko Francji w Holandii i nad Renem.